# 学校法人片山学園 (富山県)
学校法人片山学園（がっこうほうじんかたやまがくえん）は、日本の学校法人。

## 概要
富山県富山市に法人本部をおく学校法人。育英センターの関連法人である。

## 設置している学校
- 片山学園中学校・高等学校
- 片山学園初等科
- 富山クリエイティブ専門学校（旧 富山建築・デザイン専門学校・富山コンピュータ専門学校）(令和6年度を持って閉校した)

## 沿革
- 1978年 - 学校法人興北学園として発足
- 1995年 - 現名称に改称
- 2005年 - 片山学園中学校設置
- 2008年 - 片山学園高等学校設置
- 2019年 - 片山学園初等科設置